# Musicile

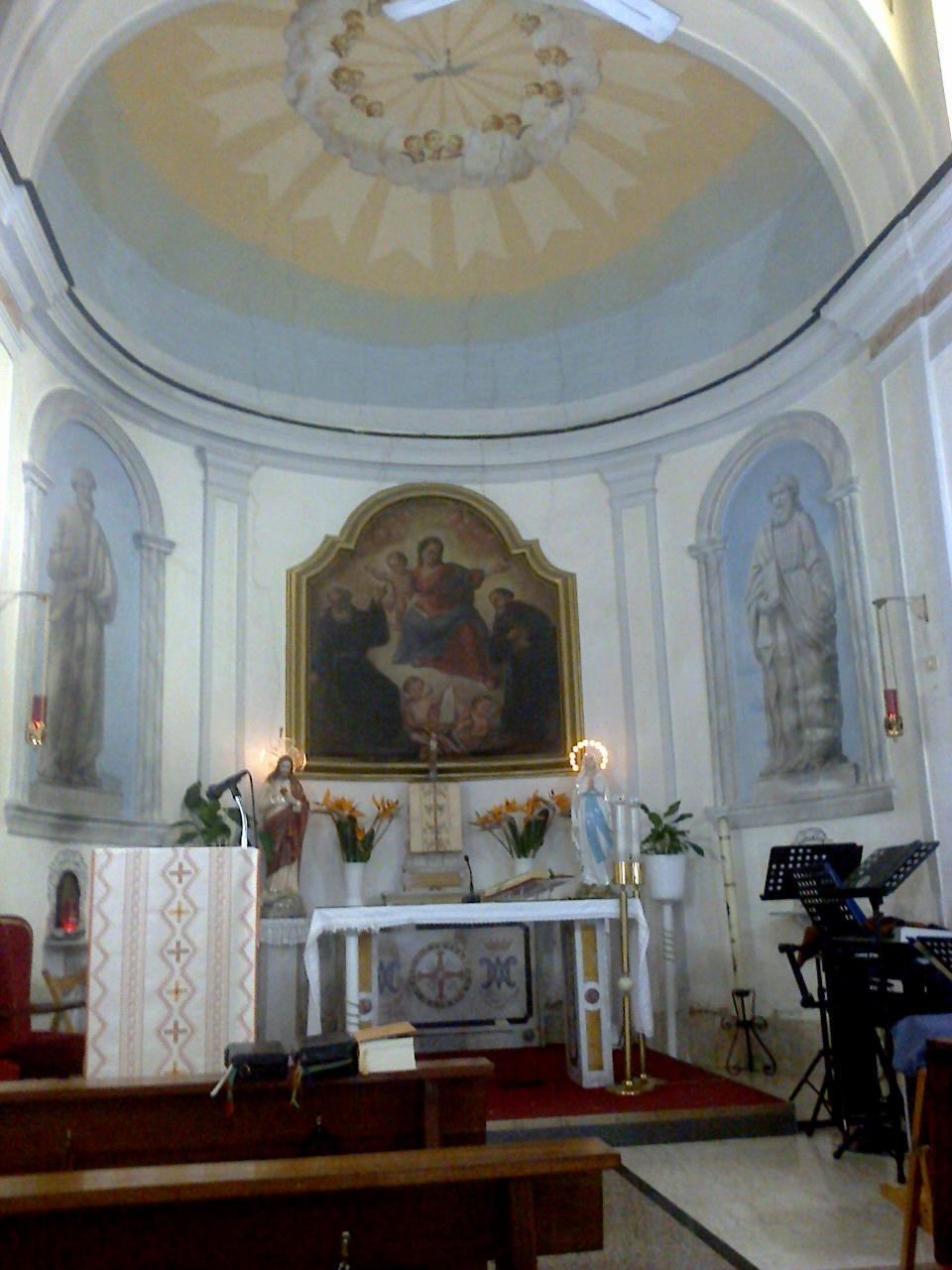

Musicile è l'unica frazione di Portico di Caserta.

## Geografia fisica

### Territorio
Sebbene Musicile venga definita frazione di Portico di Caserta, la località non sorge sul territorio di appartenenza di questo comune, bensì sul territorio di tre comuni limitrofi. Soltanto gli abitanti di parte del Territorio del Comune di Capodrise e di Macerata Campania possiedono la cittadinanza del comune di Portico di Caserta. Gran parte della frazione invece si estende nel territorio (sia come cittadinanza che come comune di residenza) dei comuni di Recale e Capodrise.

## Storia

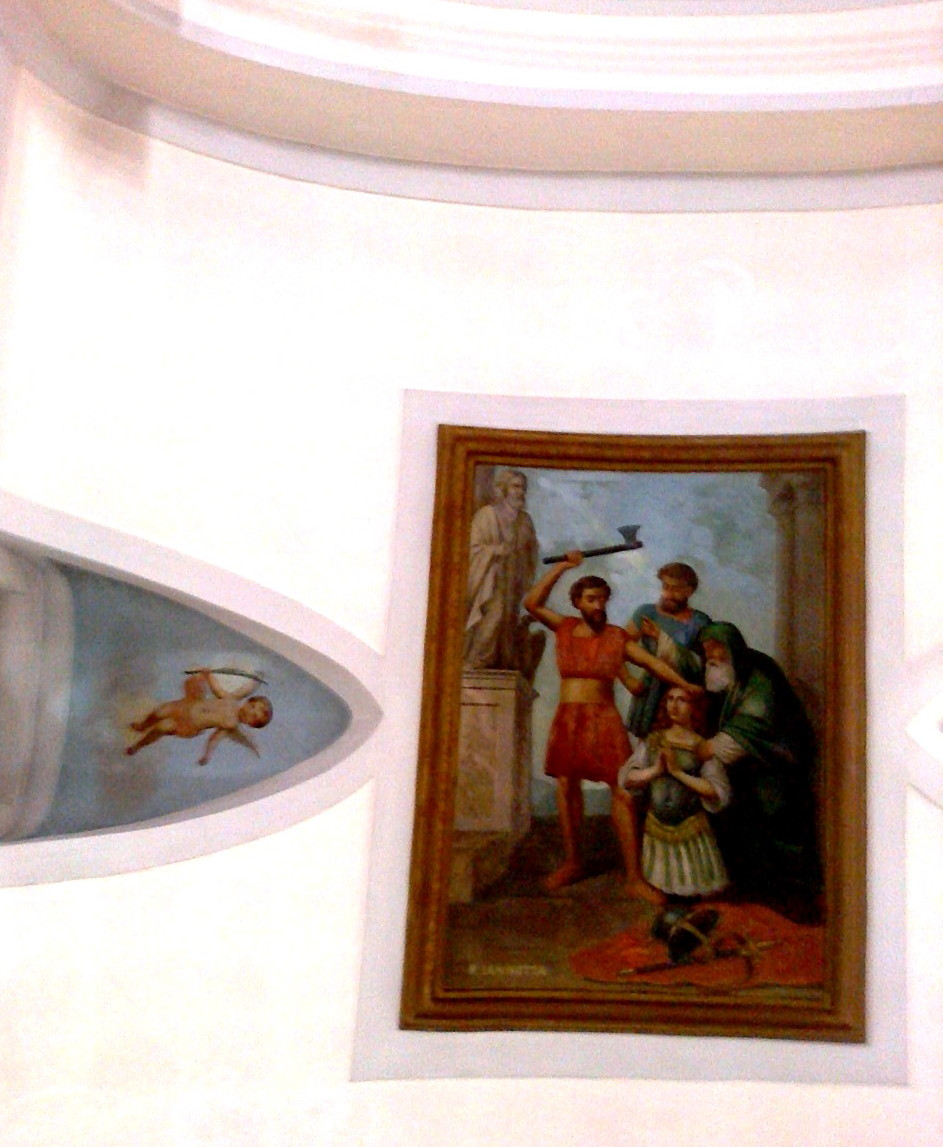
Volta chiesa di san Marcello Martire

Antico Casale di Capua il cui toponimo deriverebbe da un presunto tempio o villaggio di epoca romana dedicato alle Muse (Pago Musicilium). Il Casale scomparve in seguito di epidemie di peste e calamità naturali. Menzionato fin dal XIV secolo come sede della domus de villa Musicili, sede territoriale di un convento-ospedale, dell'Ordine del Gran Priorato Giovannita Gerosolimitano di Malta, distrutta negli anni settanta del 1300.

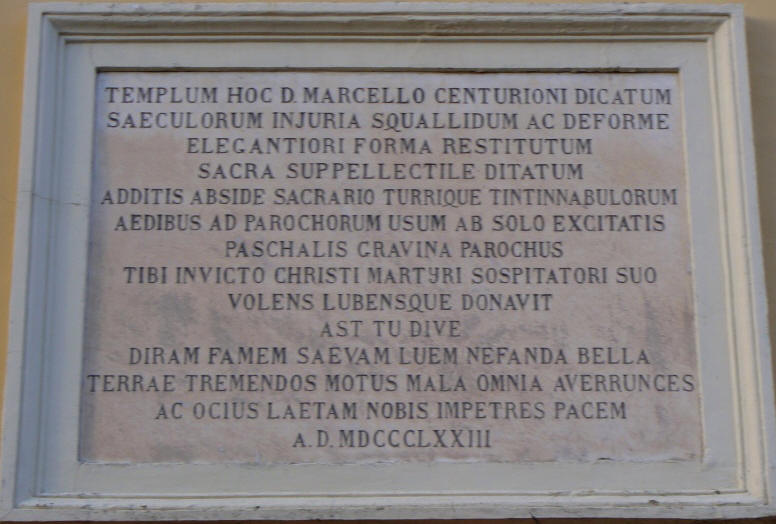
lapide chiesa di San Marcello Martire

Nonostante molti storici sono concordi nel far risalire il nome del Casale alla presenza di un culto dedicato alle Muse, ciò sembra del tutto inverosimile per dei semplici motivi. Le Muse erano divinità greche figlie di Zeus, protettrici delle arti, della musica e della poesia, mentre nel mondo romano venivano chiamate Camène. Siccome il Casale di Musicile era territorio capuano, non rientrava nell'orbita del territorio magnogreco, ma bensì risaliva, come la stessa città di Capua, ad un'origine Etrusca Osca e Sannita. Quindi il nome va ricercato nella lingua latina, anche per il fatto che vengono ignorati in tutto il mondo romano luoghi di culto dedicati esclusivamente alle Muse. A conferma di questa tesi, vi è un fattore storico sconcertante, ossia il Casale, nei documenti del Regno di Napoli del XVI - XVII secolo veniva ricordato con il nome di Morsicile, in seguito nel XVIII secolo compare con il nome di Mosecile. A questo punto, se proviamo ad esaminare il nome più antico vediamo che: il Nome Morsicile si può dividere nella radice e suffisso Mors - Cile, che tradotto dal latino suona come Culto della Morte. Ipotesi questa molto più plausibile per quanto riguarda l'influenza del mondo etrusco - romano. Sappiamo infatti, che il culto del dio Mors era molto diffuso nel VI - VII secolo a. C. nel territorio etrusco, divinità che veniva spesso associata al dio Orcus, l'Orco dell'oltretomba, dio che personificava la Morte, raffigurato come un Genio dalle ali nere, armato di una falce (necropoli di Tarquinia). Culto trasferito poi nel mondo romano, basti pensare ai rituali romani verso i defunti, i cosiddetti Lari domestici, al mondo dell'Ade (Virgilio, Eneide), ai Campi Elisi, a Caronte, ecc. Quindi da questo punto di vista, considerando anche la distanza dalla città di Capua, appare probabile che Mors-i-Cile doveva indicare qualche luogo di culto dedicato ai rituali dell'oltretomba, tracce che si perdono nell'oscurità dei secoli.

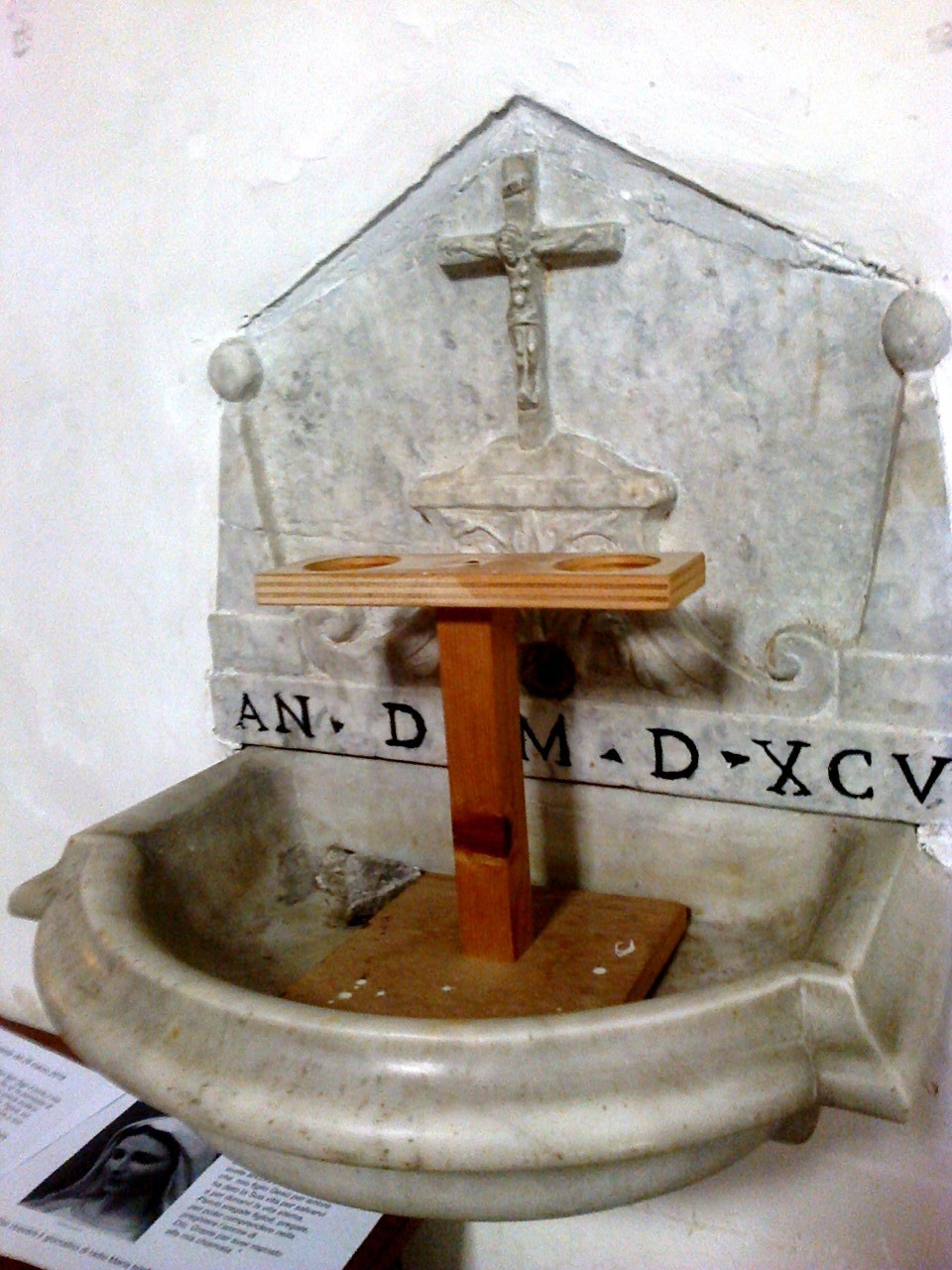
Lavabo del 1595 del sacello di Musicile

Adiacente alla chiesa vi è l'antico tratto della strada Atellana, chiamata via Santa Maria della Pietà, per la presenza di una cinquecentesca cappella dedicata alla Pietà, in seguito inglobata nel muro perimetrale del cimitero di Portico di Caserta. Tale Cappella conserva tracce di affreschi Cinquecenteschi, coperti da tele di epoca posteriore. L'antica pala d'altare raffigurante la Pietà (di iconografia fiamminga) fu trafugata, sostituita oggi da una copia.
Il tratto di strada atellana si ricollega con via San Giovanni, (nei pressi della zona industriale di Portico di Caserta) probabilmente la toponomastica ricorda la strada di percorrenza per raggiungere l'Ospedale di san Giovanni di Gerusalemme sopra citato.

## Monumenti e luoghi d'interesse

### Chiesa di San Marcello Martire

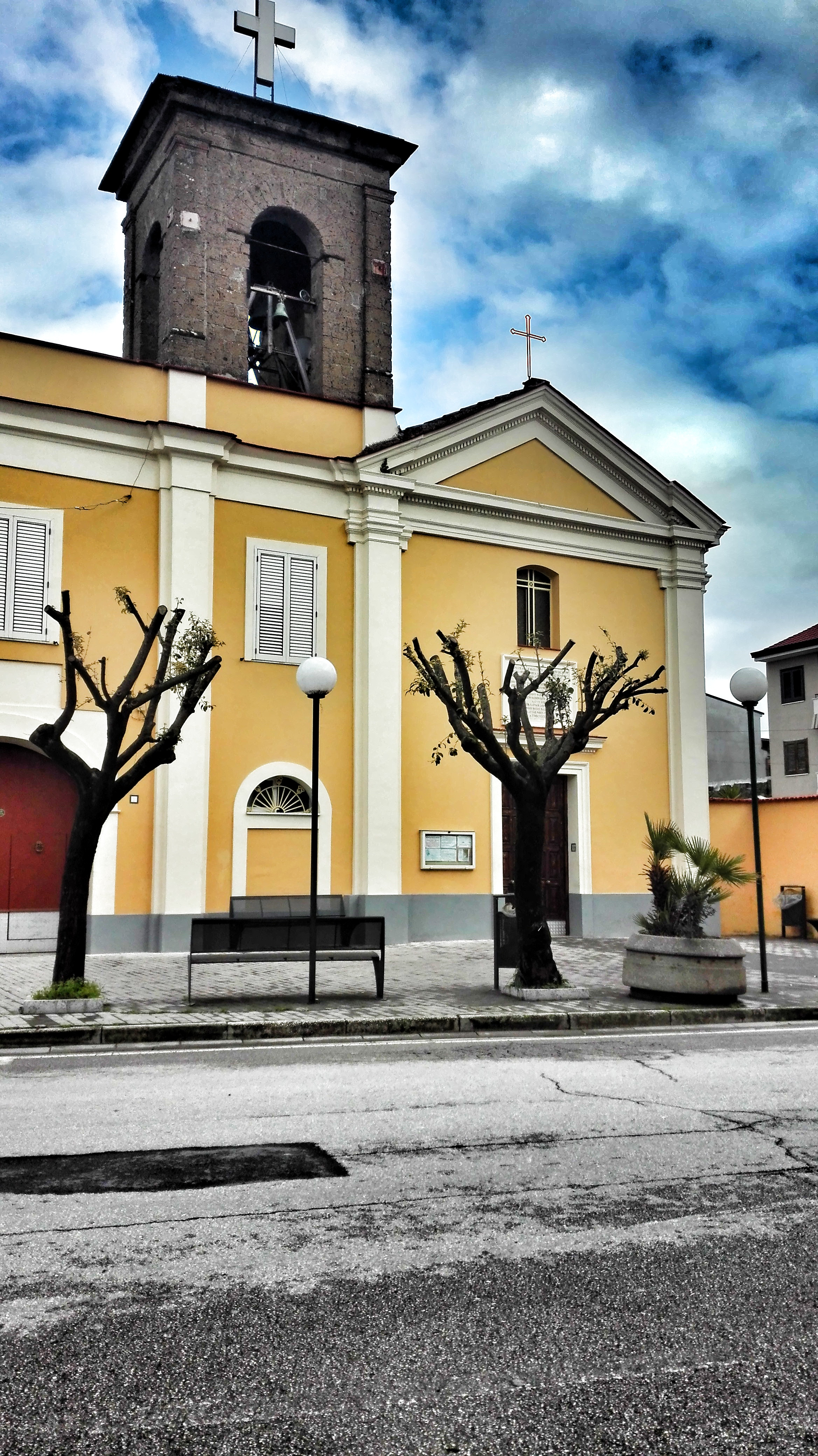
Piazza San Marcello

Del Casale (ricordato anche da Francesco Granata nella "Storia Sacra della chiesa metropolitana di Capua") oggi restano solo la piccola chiesa parrocchiale di San Marcello Martire Centurione e poche case. La chiesa di San Marcello Centurione, di antiche origini, ricorda il luogo del passaggio del Santo Martire Capuano verso il suo supplizio in terra di Puglia. Il sacello oggi si presenta con l'aspetto della sua ristrutturazione ottocentesca, ricordata dalla lapide posta sul portale, voluta dal Parroco Pasquale Gravina (aggiunta di abside, campanile e casa canonica). Della precedente struttura conserva tuttavia l'impianto dei muri perimetrali, (che probabilmente ricalcano un antico sacello romano) la seicentesca statua di San Marcello Martire, la seicentesca pala d'altare raffigurante la Vergine in gloria col Bambino, fra i santi Antonio Abate e Francesco d'Assisi, un lavabo marmoreo del 1595 e il cinquecentesco paliotto d'altare di marmi intarsiati.
I dipinti ottocenteschi furono eseguiti da P. Iannotta, come l'affresco della Navicella e il Martirio di San Marcello, nei riquadri della volta ad incannucciata, i putti nelle vele della volta, e i Santi Pietro e Paolo, dipinti in monocromo nell'abside.